# Italo-Albanese-Katholieke Kerk
De Italo-Albanese-Katholieke Kerk (Italiaans: Chiesa Cattolica Italo-Albanese; Albanees: Kisha Katolike-Bizantine Arbëreshë) is een met Rome geünieerde kerk en behoort tot de oosters-katholieke kerken. Deze kerk is aanwezig in Calabrië (Zuid-Italië), Sicilië en Grottaferrata in de buurt van Rome. De gelovigen zijn van Albanese origine. Zij volgen de Byzantijnse ritus met het Albanees als liturgische taal. Deze kerk gebruikt de gregoriaanse kalender.

## Ontstaansgeschiedenis
Vanaf de 15de eeuw kwamen oosters-orthodoxe Albanezen, op vlucht voor de Ottomanen, zich in Zuid-Italië vestigen. Later werden deze Albanese gemeenschappen verenigd in twee bisdommen: het bisdom Lungro in Calabrië en het bisdom Piana degli Albanesi op Sicilië.
In 2004 hielden de drie prelaturen in Grottaferrata hun tweede gemeenschappelijke synode. De eerste synode vond plaats in 1940 op dezelfde plaats.

## Huidige situatie

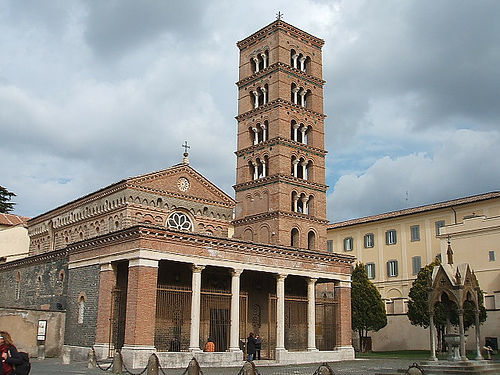
klooster van Santa Maria di Grottaferrata

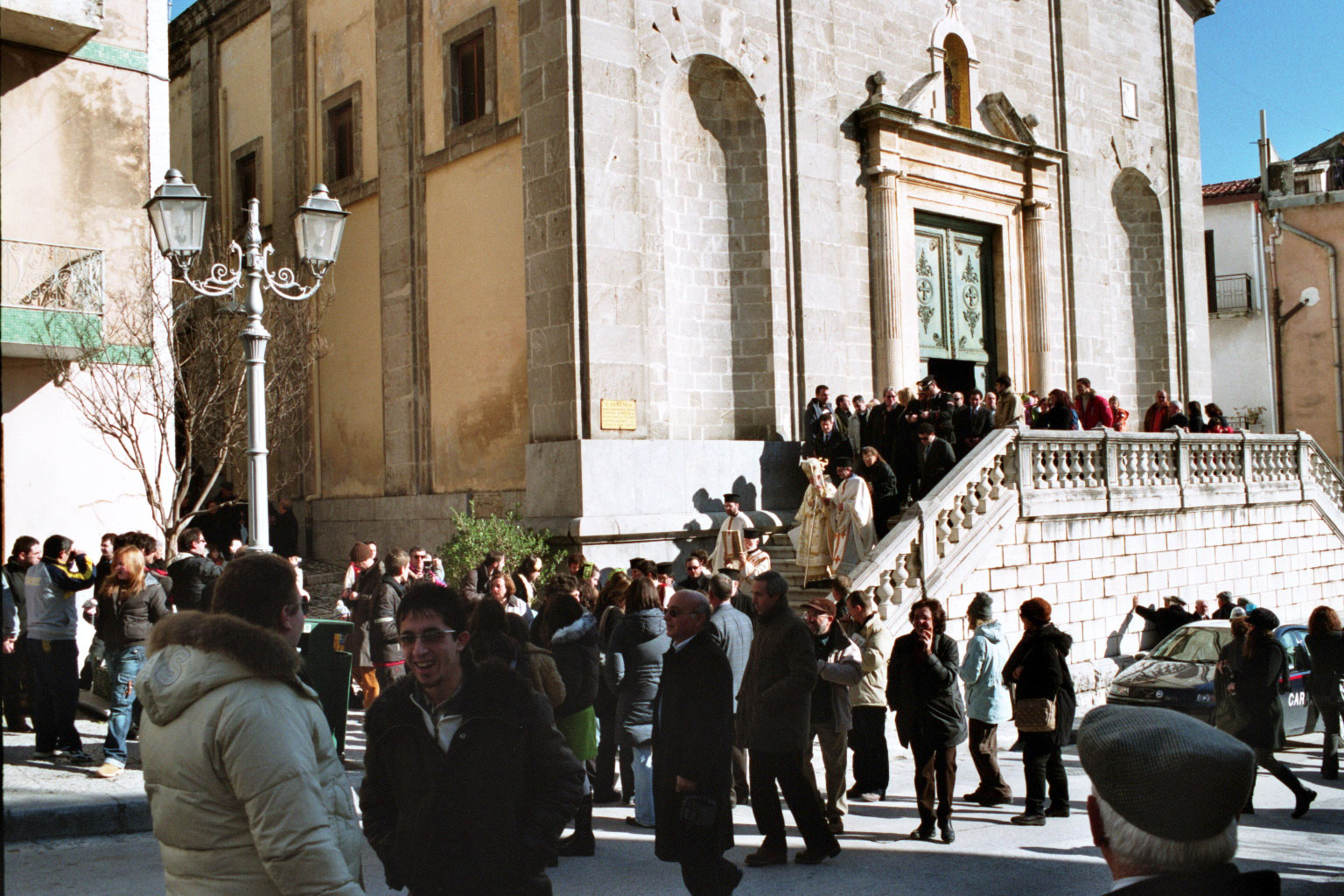
kerk Piana degli Albanesi op het feest van Epifanie

De Italo-Albanees-Katholieke Kerk heeft ongeveer 63.000 gelovigen.
- De eparchie Lungro telt 29 parochies; Donato Oliverio is de bisschop van Lungro.
- De eparchie Piana degli Albanesi telt 15 parochies; Giorgio Demetrio Gallaro is de bisschop van Piana.

Ook behorend tot de Italo-Albanees-Katholieke Kerk is het klooster van Santa Maria di Grottaferrata in de buurt van Rome. Dit klooster dateert uit het begin van de 11de eeuw. Het getuigt van een eens bloeiend Italo-Albanees monastiek leven.